# Dora Beets
Dorothea (Dora) Petronella Beets (Haarlem, 13 april 1812 – Haarlem, 16 april 1864) was een Nederlandse schrijfster. Ze was de zuster van Nicolaas Beets, die haar 'Serena' noemde in zijn werken. Ze trouwde met uitgever Pieter François Bohn en nam de naam Dorothea Petronella Bohn-Beets aan.
Haar boek Onze buurt verscheen in 1861 anoniem. Pas bij de tweede druk in 1870 werd in de inleiding onthuld wie de schrijfster was. Het boek geeft een treffende beschrijving van de 19e-eeuwse standenmaatschappij. In 2002 is er een nieuwe editie van dit boek uitgegeven in moderne spelling.